# Half Moon Caye
Half Moon Caye ist eine Insel vor der Küste von Belize. Sie gehört zu den etwa 450 Inseln des Belize Barrier Reefs. Verwaltungstechnisch gehört sie zum Belize District.

## Lage
Half Moon Caye liegt im südöstlichen Teil des Atolls Lighthouse Reef, dem am weitesten vom Festland entfernten Atoll innerhalb des Belize Barrier Reef. Die Entfernung zum Festland (Belize City) beträgt etwa 80 km. Durch die in der Region häufigen Hurrikane verschiebt sich die Insel langsam nach Norden.

## Geschichte
Über eine Besiedelung oder Nutzung der Insel durch die das Gebiet des heutigen Belize besiedelnden Maya ist nichts bekannt. Wie das belizianische Festland stand Half Moon Caye ab 1617 unter spanischer und ab 1798 unter britischer Kolonialherrschaft; seit 1981 gehört sie zum unabhängigen Belize.
Von 1820 bis 2010 gab es einen Leuchtturm auf der Insel. Die letzte Konstruktion wurde 1931 erbaut, brach aber 2010 unter einem Tropensturm zusammen. Seit 1924 stand die Insel als britisches Crown Reserve Bird Sanctuary unter Naturschutz. Nach der Einführung des National Parks System Act 1981 wurden die Insel und das umgebende Riff 1982 als Naturdenkmal klassifiziert und werden von der Belize Audubon Society, einer Ausgründung der National Audubon Society, verwaltet. Heutzutage ist Half Moon Caye ein beliebtes Tauchgebiet sowie Ziel von Tagesausflügen; im Jahr 2000 besuchten 7000 Touristen die Insel. Es gibt ein kleines Besucherzentrum sowie einen Anlegesteg im östlichen Teil der Insel.

## Flora und Fauna
Der Westteil der halbmondförmigen Insel ist von dichtem Küstenwald bedeckt, der Vögeln und Reptilien Zuflucht und Lebensraum bietet. Unter anderem wachsen dort zahlreiche Ziricoten. Diese dienen als Nistplatz für eine Kolonie Rotfußtölpel, wegen der die Insel ursprünglich unter Schutz gestellt wurde. Gegenwärtig beträgt die Population etwa 4000 Exemplare. Der ebenfalls auf Half Moon Caye nistende Prachtfregattvogel verhält sich zum Rotfußtölpel kleptoparasitär. Ca. 20 weitere Vogelarten nisten auf Half Moon Caye, dazu kommen fast 80 Arten Zugvögel, die sich temporär auf der Insel niederlassen. Im Wald leben auch der in Belize endemische Island Leaf-toed Gecko (Phyllodactylus insularis) sowie Allison’s Anole. Weitere auf der Insel verbreitete Reptilienarten sind der Grüne Leguan und der Schwarzleguan. Auf dem östlichen Teil der Insel gibt es lediglich einen spärlichen Bewuchs mit Kokospalmen. Im Meer rund um die Insel halten sich unter anderem Zackenbarsche, Adlerrochen und Meeresschildkröten auf. Die Echte wie auch die Unechte Karettschildkröte legen am Südstrand der Insel ihre Eier ab.

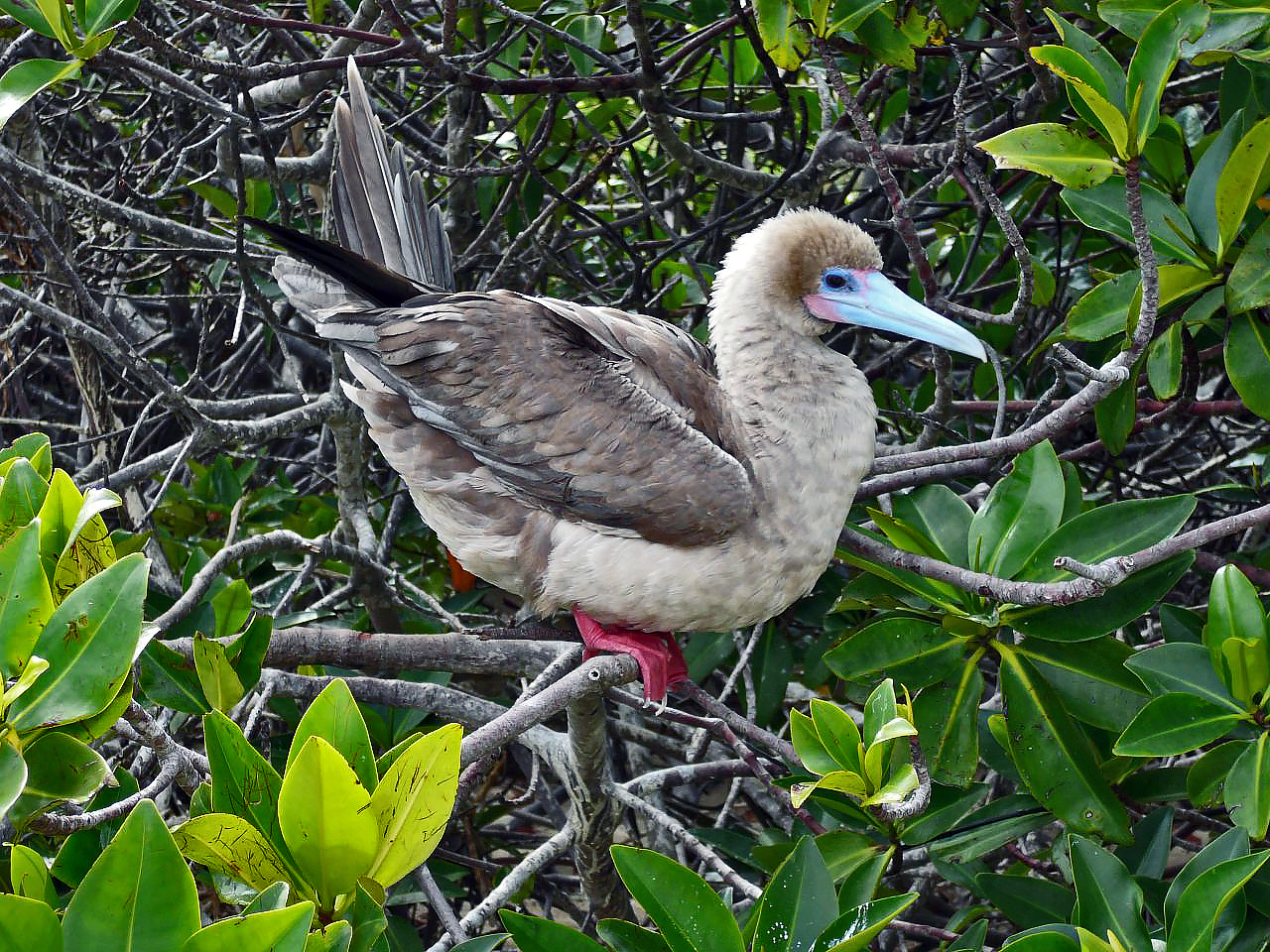
Rotfußtölpel
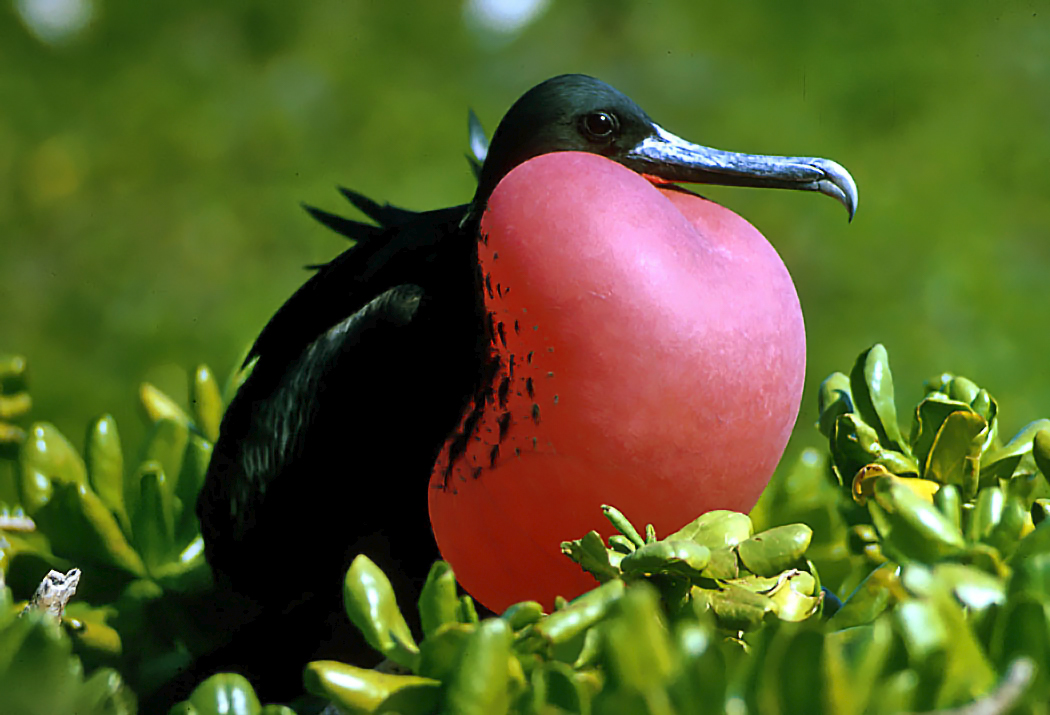
Prachtfregattvogel
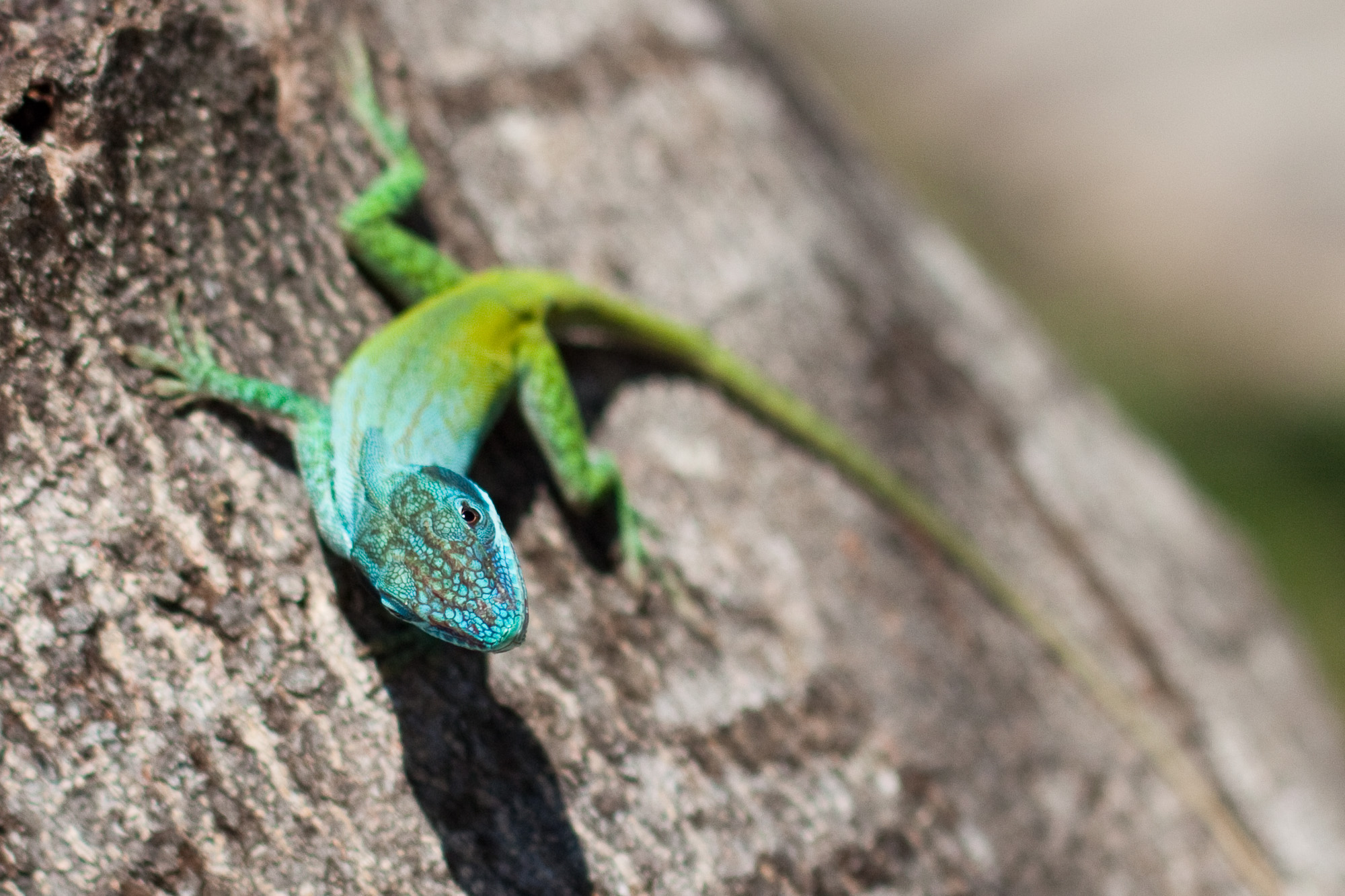
Allison’s Anole
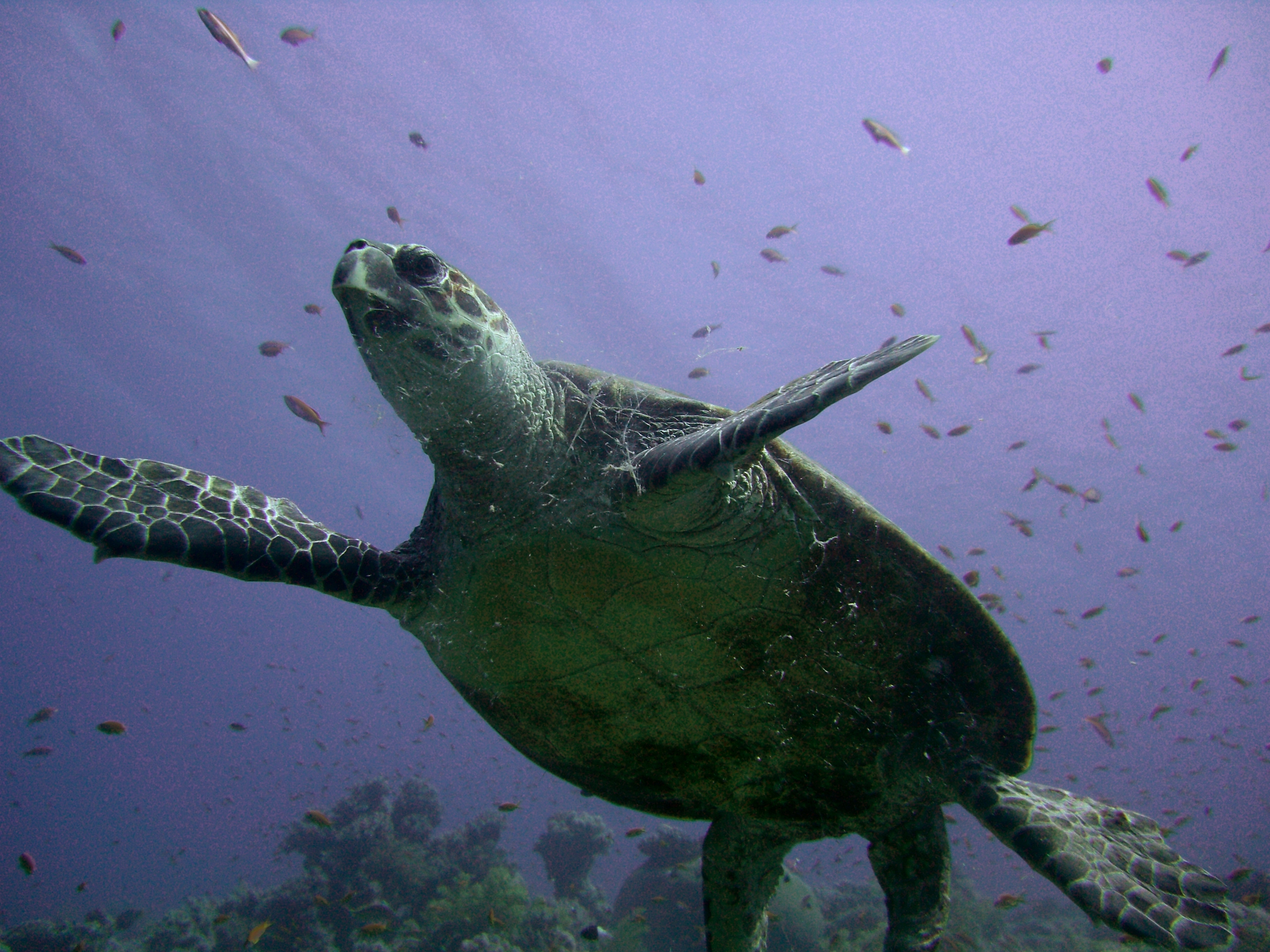
Echte Karettschildkröte